# Chiswick Park
Chiswick Park è una stazione della metropolitana di Londra situata sulla diramazione di Ealing Broadway della linea District.

## Storia

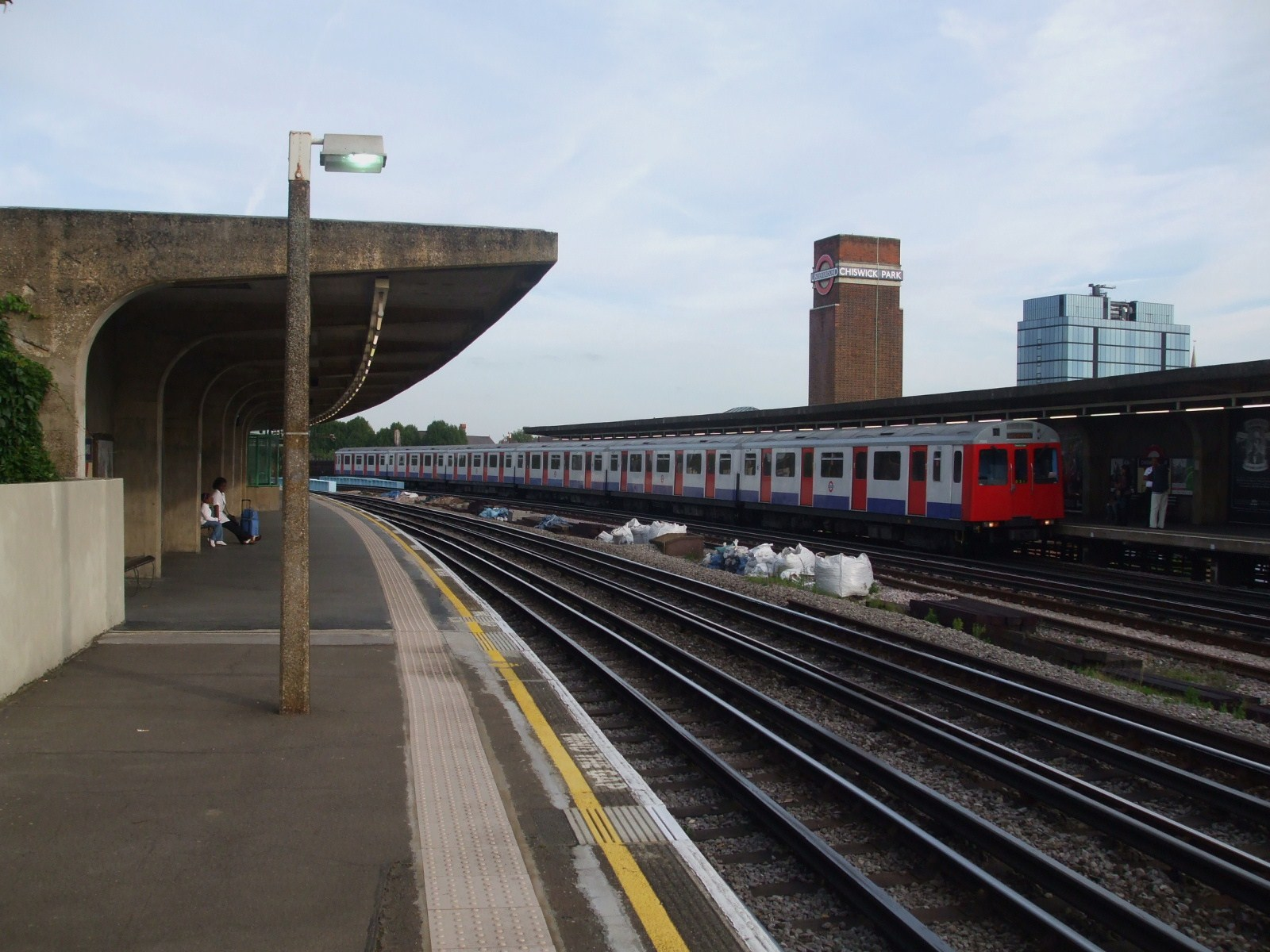
I binari della stazione

La stazione è stata aperta con il nome di Acton Green a luglio del 1879 dalla District Railway (DR, ora la District line) sulla linea da Turnham Green verso Ealing Broadway, per essere rinominata Chiswick Park and Acton Green nel 1887 e finalmente Chiswick Park nel 1910.

## Strutture e impianti
La stazione si trova all'incrocio tra Bollo Lane e Acton Lane, in prossimità del sito della Battaglia di Turnham Green (1642), avvenuta durante la prima fase della Guerra civile inglese.
La stazione è stata ricostruita tra il 1931 e il 1932, in vista dell'estensione della linea Piccadilly da Hammersmith verso ovest. Sebbene i treni della linea Piccadlly non si siano mai fermati a Chiswick Park, la stazione ha dovuto essere adeguata con l'aggiunta di due binari passanti.
Il progetto del nuovo edificio è di Charles Holden, realizzato in stile modernista con mattoni, cemento armato e vetro. Il design di Holden si ispira alla stazione di Krumme Lanke di Alfred Grenander a Berlino. Simile ad Arnos Grove, Chiswick Park ha un'alta biglietteria semicircolare adiacente ai binari. I muri di mattoni della biglietteria sono trapuntati da una serie di finestre a mo' di cleristorio e coperti da un lastrone piatto di cemento armato. Una torre squadrata di mattoni porta il logo della metropolitana londinese con il nome della stazione.
A febbraio 1987 l'edificio della stazione è diventato un Monumento classificato di grado II.
La stazione rientra nella Travelcard Zone 3.

## Interscambi
Nelle vicinanze della stazione effettuano fermata alcune linee urbane automobilistiche, gestite da London Buses.
- Fermata autobus

## Galleria d'immagini

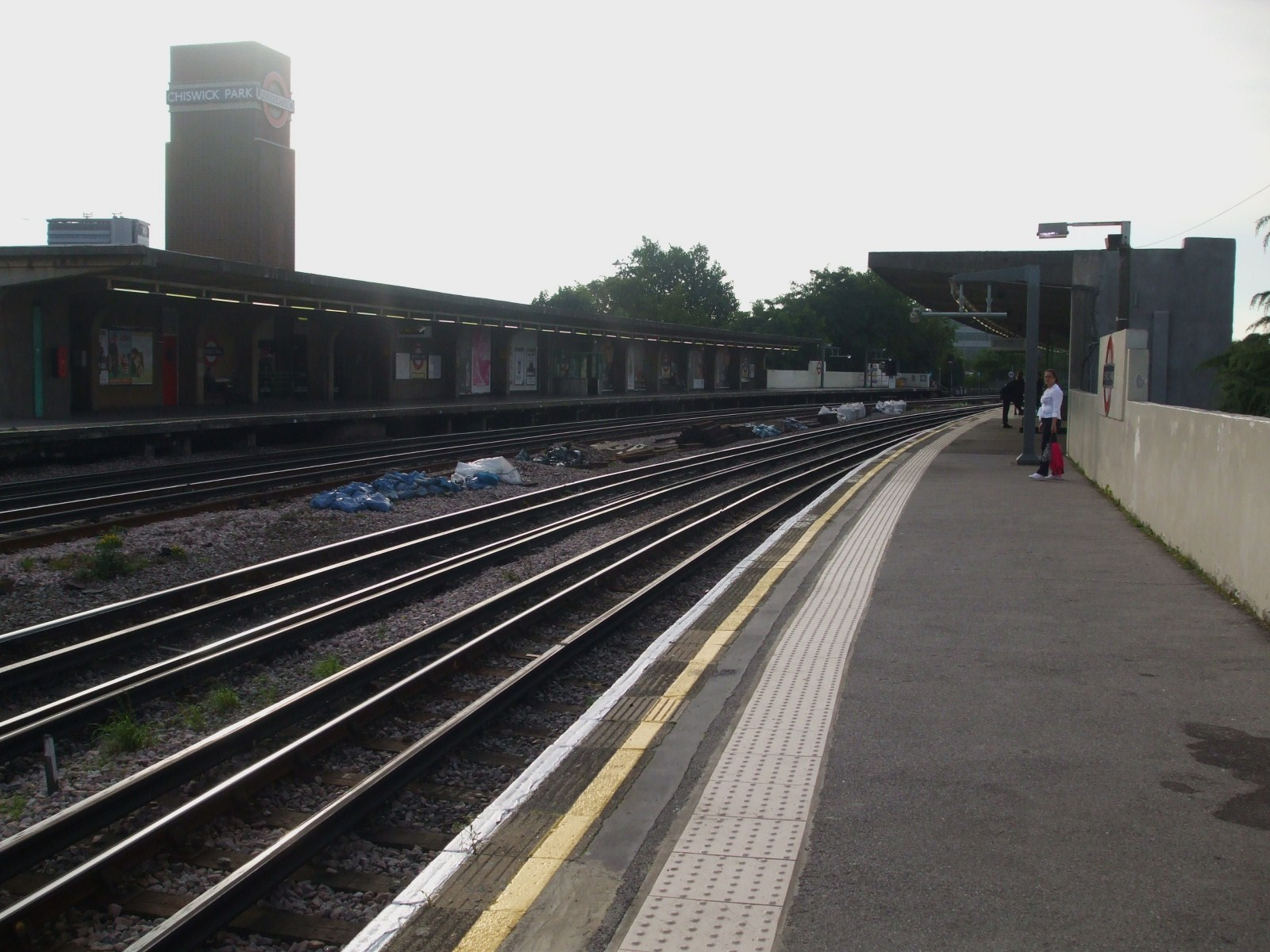
Il binario est
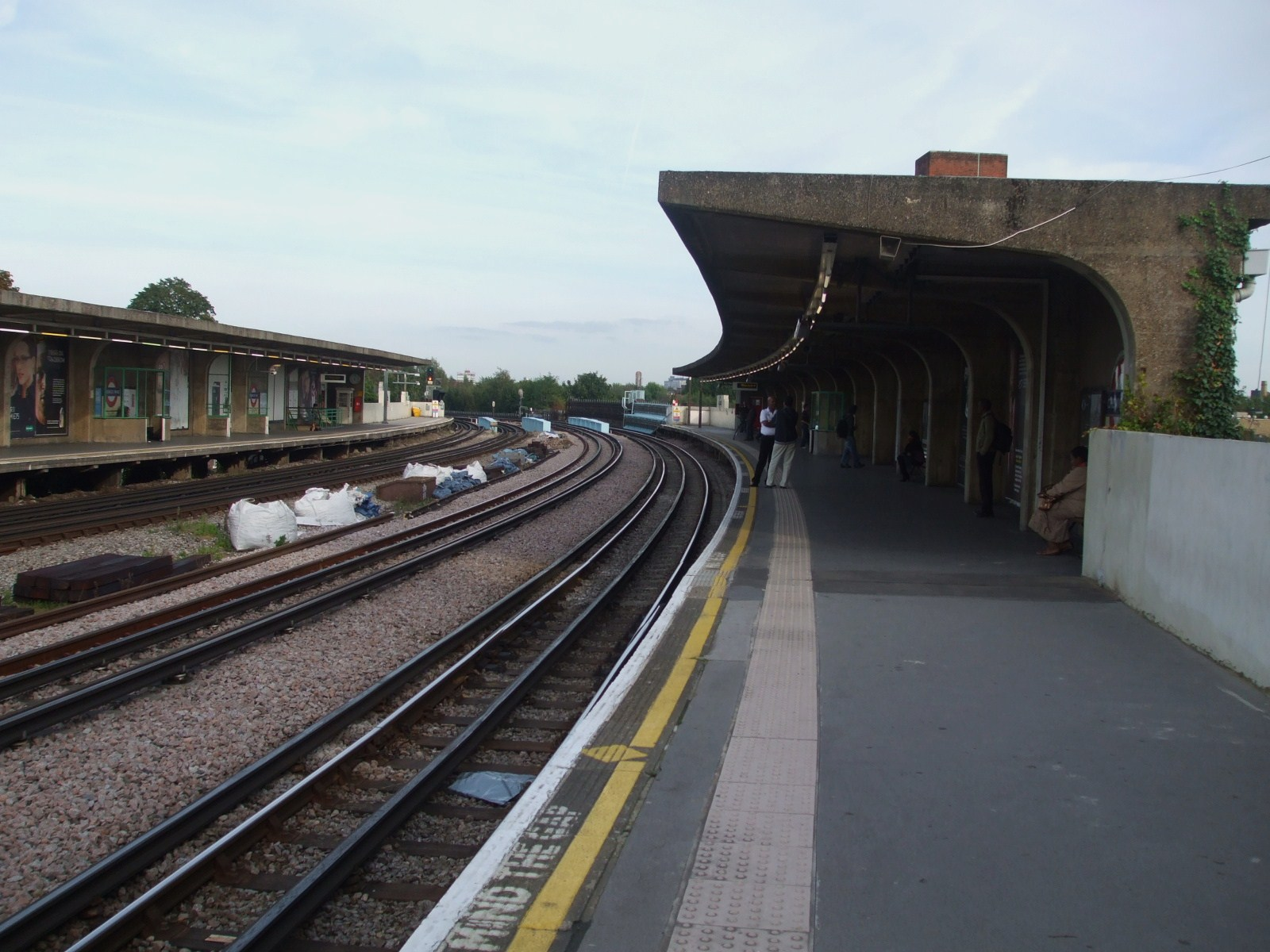
Il binario ovest
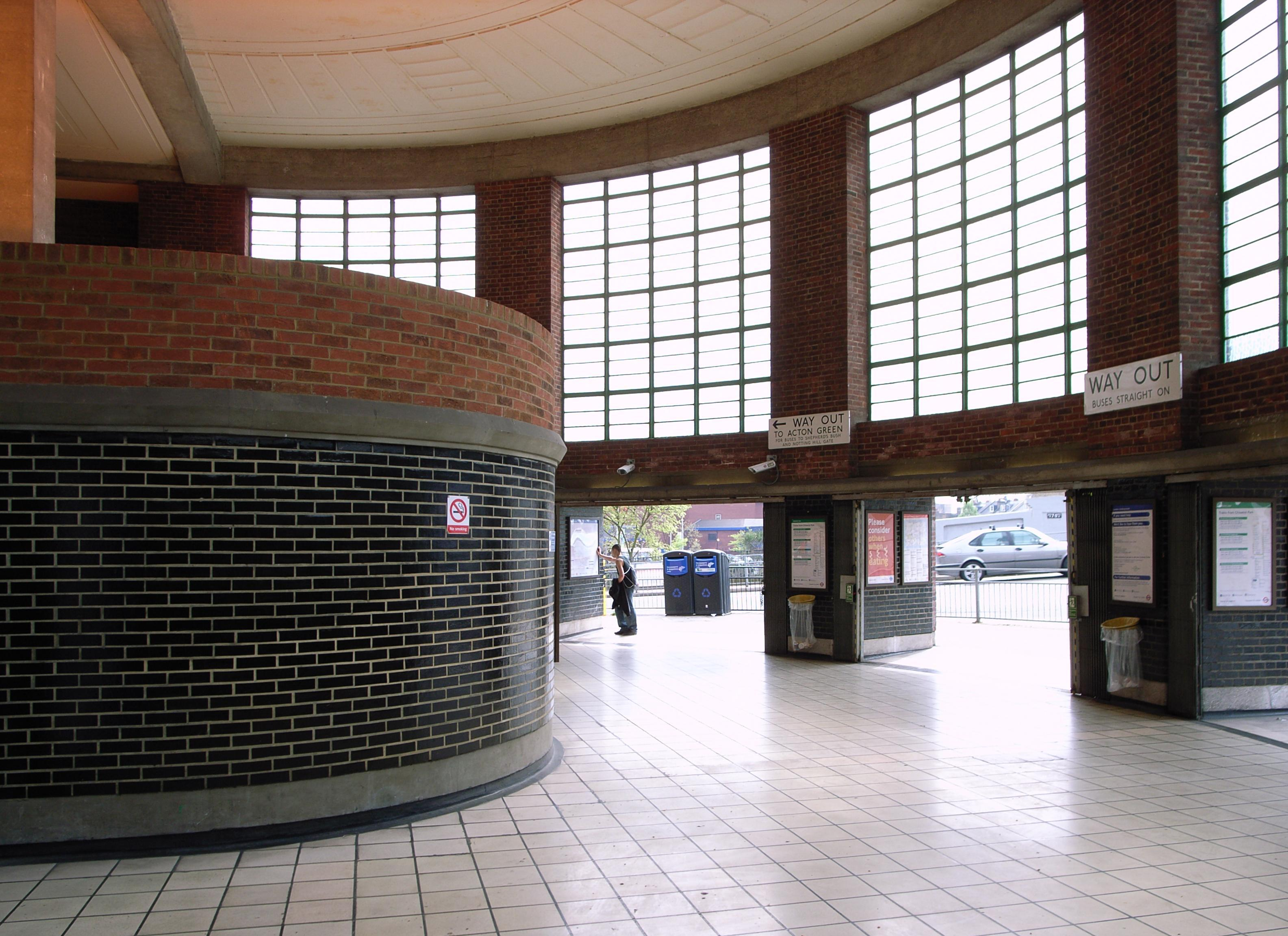
L'interno della stazione